# 李大鎔
李大鎔（韓語：이대용；1925年11月20日—2017年11月14日），韓國將領及外交官。他於1950年的韓戰中成為戰鬥部隊指揮官，越南戰爭爆發後的1960年代，又前往韓國駐南越大使館服勤，以駐外武官、公使和情報分部長等身分從事政治、情報、經濟任務。1975年北越攻占南越首都西貢（今胡志明市）、結束戰局時，他是位階最高的滯越韓國官員和韓僑撤離負責人，並遭到俘虜5年。1980年獲釋的李大鎔返回韓國、轉職為企業家和數個民間組織的會長，韓越恢復邦交後，他也投身於兩國交流活動。

## 生平

### 早年生平
李大鎔在1925年生於黃海北道的金川郡，是家中八個兄弟姊妹裡的三男。他曾求學於郡內的白馬普通學校（백마 보통학교），接著以半工半讀的方式從京城師範學校（今首爾市內）畢業。1945年日本殖民統治終結後，李大鎔聽說在平壤有機會能夠免費就讀大學，而產生了報名金日成綜合大學醫學部的想法，但卻因為患了乾性胸膜炎，只得回鄉養病。
李大鎔返家康復期間，為了籌妥平壤的生活費，而於金川金郊（금교）的人民學校謀得教師的工作。1947年6月15日，金川郡人民委員會教育局（인민위원회 교육국）下達了局長令，要譴責獨立運動家金九和韓國首屆總統李承晚為民族叛徒，然而李氏卻在學校發言肯定此兩人對獨立運動的貢獻，因而與當局產生牴觸，在6月29日被送交人民審判。當天夜裡，李大鎔從檢察官手中逃脫，展開亡命。在他跑到第四天的7月2日時，越過了三八線進入南方，從此與家人分離。

### 從軍

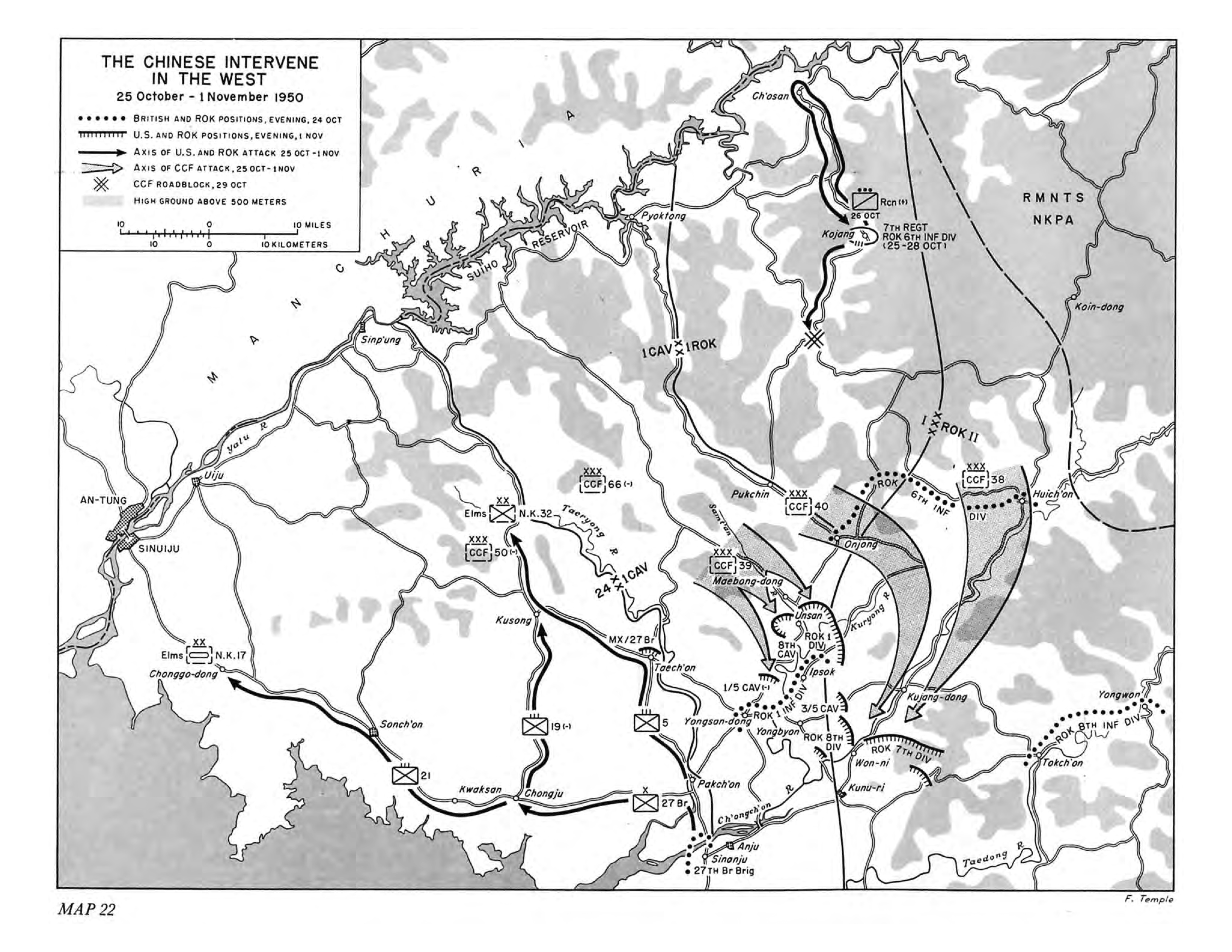
1950年10月韓戰戰勢圖。李大鎔所屬的大韓民國第6步兵師7團在圖右上部的楚山，為韓國國軍到過最接近鴨綠江的位置。

1948年，李大鎔自韓國陸軍官校畢業，開始軍旅生涯。他最早是於韓國國軍與游擊隊在1949年的交手過程中獲得實戰經驗，1950年6月韓戰開打後，他做為韓國陸軍第6步兵師7團1營第1連的中尉連長，隨部隊從春川開赴前線。之後第6師先是一路撤往洛東江戰線，接著又因為仁川登陸的成功而得以北上。至10月時，李大鎔所屬的6師7團已經到達中朝邊境，他的連也成為韓軍最早接觸到鴨綠江的連級部隊之一。
與此同時，中國人民志願軍已經入朝參戰，作為先鋒的韓軍6師2團首先於溫井戰鬥中遭到重創。此後志願軍在司令員彭德懷令下，將圍困目標鎖定為最深入北方的7團。10月29日起，7團從慈江道的楚山展開突圍作戰，李大鎔參與此場撤退行動的過程中，有一次接近了志願軍的位置，並將其誤認為友軍而出聲呼叫，結果立刻遭受槍擊、在九死一生的情況下才脫離險境。他帶著連上殘部，穿越志願軍第38軍和志願軍第40軍夾擊區域內的古場（고장）、妙香山等地、一路長途後撤，最後才在价川與第6師師部會合，在全師原本的19位連長中，他是少數存活歸返的7人之一。同年12月，他隨軍移動至出生地金川附近時，得知了父親的死訊，而前去父親的墓前祭弔。這是李大鎔最後一次訪問故鄉。
1953年，《朝鮮停戰協定》正式簽訂，韓戰宣告休止。李大鎔因參戰期間樹立的功績而獲頒忠武武功勳章和花郎武功勳章，但他在第7團內的2位長官和麾下直屬的4位排長卻全部陣亡。戰爭結束後，李氏於1955年2月進入陸軍大學學習，接著成為該校教官。1958年時，他前往美軍太平洋司令部在沖繩的下屬部隊受訓，接著又於1960年赴堪薩斯州的美國陸軍指揮參謀學院進修。李大鎔在韓國本土擔任的陸軍勤務尚包括第2步兵師32團第3營營長、第3步兵師第23團團長、第6管區（제6관구）作戰副司令等職。

### 越南時期
1963年9月，李大鎔首次派往越南，在南越首都西貢（今胡志明市）的韓國駐南越大使館擔任武官，1966年10月返韓。當他在1968年1月由上校升為准將後，第二度調赴駐越大使館，成為政務公使。由於時任南越總統阮文紹曾以軍官身分與李大鎔一起在美接受培訓，因此在李氏奉派越南的任期內，兩人具有良好私交，他甚至可隨時由後門進出總統官邸:p302。
李大鎔駐越期間除了公使職銜外，還兼任韓國中央情報部（今國家情報院）駐越南分部長，任內曾參與朝鮮民主主義人民共和國投誠者李穗根在越南的逮捕行動。李穗根原任朝鮮中央通訊社副社長，投奔韓國後被當局發現其以此為佯裝、在韓境行潛伏滲透之實，因而逃到香港。1969年1月31日，美國中情局告知韓國中情部長金炯旭，稱李穗根已成功從港離境，將搭機經西貢前往柬埔寨首都金邊、再由那返回朝鮮。李大鎔於是應金炯旭要求，派人請阮文紹在班機停靠西貢時，下令其不准起飛，並親自率人前往西貢新山一機場執行逮捕。之後李穗根在機艙內被李大鎔所擒、送返漢城，經審判而處以極刑:p301-302。
1972年3月，李大鎔結束了政務公使的任期而回到韓國，之後他同韓國總統朴正熙於一次在高爾夫球場的會面中，聽從了其指示，而再次於1973年2月前往越南，這次獲得了韓國大使館的經濟公使職位。李大鎔第三度派越當時，由於《巴黎和平協約》在1973年通過，駐越美軍開始撤出越南，駐越韓軍等南越陣營的外國部隊也正在準備收隊，失去外援的越南共和國軍（南越軍）獨自對抗北越越南人民軍和越共游擊隊，逐漸趨於下風。1975年4月，西貢已經遭到包圍，有失守之虞，李大鎔當時是韓國大使館位階最高的滯留人員，雖然妻子和4位兒子均已離越，他仍須留下來負責在越韓國人事務，作為韓國在西貢的「撤退本部長」（철수본부장），與其兩位大使館的下屬一起協助撤僑。

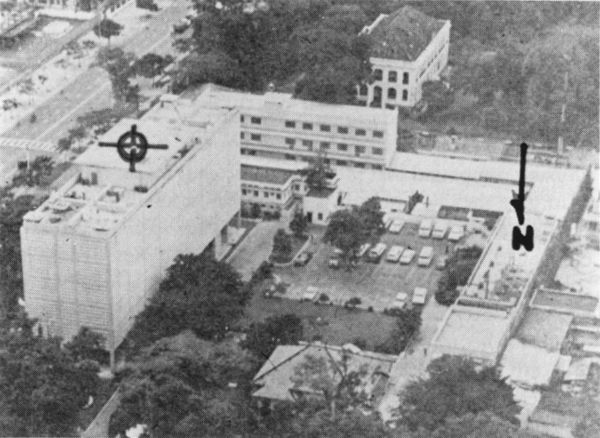
1975年4月越戰末期，西貢美國大使館（左）與法國駐越南大使館（上）鳥瞰圖。在李大鎔領導下的數名滯越韓國人未能由此兩個地方撤離或得到協助、後遭北越扣留。

4月28日時，韓國大使館與西貢的美國大使館達成了疏散協議，讓韓國人能跟美國離開。當美軍在4月29日展開名為「常風行動」的空運撤離後，李大鎔等韓籍人士前往美國大使館，等待美軍直升機前來接送，但入夜後美方鑑於情況危急，決定只送離美籍人員，以致於到行動結束的4月30日早晨時，美國大使館內尚滯留有400多名待撤人群，當中以李氏為首的韓國人就有100多名。他們後來曾向法國大使館和日本大使館求援，但均未獲得幫助。
1975年10月3日，越南當局正式以妨礙革命事業之名，逮捕了李大鎔與另兩名韓國外交官，並將他們關入西貢附近的志和監獄中。李大鎔曾控訴他們的被捕「有違於《維也納外交關係公約》中的外交豁免權」，但直至1976年，當大部分被越南拘留的韓國人都得到批准而回國時，李等三人卻仍未能獲釋。朝鮮勞動黨的統一戰線部亦曾派人到獄中試圖策反李大鎔，要他去朝鮮、或是替平壤政府返韓當間諜，不過李大鎔基於自身的反共立場，拒絕接受。
1978年，韓、朝、越三國政府於印度首都新德里就三名韓國官員被拘一事展開談判，但協議到頭來還是無法產生結果。1979年時，活躍於亞洲的猶太商業巨亨紹爾·艾森伯格找上朴正熙政權，提議與越南妥商、換取李氏的釋放，雖然這個提案由於1979年10月26日的朴正熙遇刺而蒙受挫敗，但韓國政府仍決定持續秘密交涉。最後李大鎔等三人終於在1980年4月獲釋。

### 返韓之後
李大鎔返回韓國之後，受到歡迎和英雄待遇，但他也由於監獄生活和經歷的刑求，使得身體狀況欠佳，體重亦從原本的78公斤跌至42公斤。花了一年的時間恢復健康後，他投身於企業和民間組織，先後擔任了火災保險協會理事長、生命保險協會會長等職。1996年起，李大鎔出任韓越友好協會（한·베트남친선협회）會長，1999年至2003年間任陸軍官校總同窗會（육사총동창회）名譽會長、2002年起與另外6名退役韓國將領組成「自由守護國民運動」（자유수호 국민운동）。
2001年7月，負責逮捕及審問李大鎔、後轉入越南外交部服務的的前北越軍官楊政識（Dương Chính Thức）奉調為韓越恢復建交後的第三任越南駐韓大使，他與李大鎔於2002年9月時在新羅酒店會晤，並握手盡釋前嫌。李大鎔在會中表示兩人過去都是「各自忠於自己的國家」「今後應為兩國間的和平及共同利益攜手協力、不計私怨」，而楊政識也稱李是「最優秀的愛國者和令人敬重的外交官」。兩人繼該次交談後又聚了數次會，並建立友誼，楊政識甚至幫李大鎔的公司在越南拓展業務。